# Verthebra
Verthebra es una banda chilena de heavy metal formada en 2006 en Santiago, Chile. 

## Historia
El año 2007 Verthebra saca su primer álbum titulado No existe otra dirección, el que fue distribuido sin costo por Internet, estrategia comercial que les permitió alcanzar buena difusión y les permitió realizar presentaciones de manera recurrente en Santiago y realizar varias fechas en Argentina, actuando también como teloneros de Almafuerte en Buenos Aires.
Verthebra sigue tocando en el circuito under de Santiago, Chile.

## Discografía
- 2007 - No Existe Otra Dirección
- 2011 - Humanoides